# Madrid Challenge by la Vuelta 2017
3. edycja kobiecego wyścigu kolarskiego Madrid Challenge by la Vuelta odbyła się 10 września 2017 roku, w Madrycie w Hiszpanii. Zwyciężczynią została Belgijka Jolien D’Hoore, dla której było to drugie zwycięstwo w sezonie, wyprzedzając Amerykankę Coryn Riverę oraz Francuzkę Roxane Fournier.
Madrid Challenge by la Vuelta był ostatnim w sezonie wyścigiem cyklu UCI Women’s World Tour, będącym serią najbardziej prestiżowych zawodów kobiecego kolarstwa. Zorganizowany został dzień tuż przed ostatnim etapem wyścigu mężczyzn Vuelta a España.

## Wyniki
| M-ce | Imię i nazwisko     | Kraj              | Drużyna                            | Czas       |
| ---- | ------------------- | ----------------- | ---------------------------------- | ---------- |
| 1.   | Jolien D’Hoore      | Belgia            | Wiggle High5                       | 2h 02' 31" |
| 2.   | Coryn Rivera        | Stany Zjednoczone | Team Sunweb                        | + 0"       |
| 3.   | Roxane Fournier     | Francja           | FDJ Nouvelle-Aquitaine Futuroscope | + 0"       |
| 4.   | Eugenia Bujak       | Polska            | BTC City Lublana                   | + 0"       |
| 5.   | Sheyla Gutiérrez    | Hiszpania         | Cylance Pro Cycling                | + 0"       |
| 6.   | Giorgia Bronzini    | Włochy            | Wiggle High5                       | + 0"       |
| 7.   | Chloe Hosking       | Australia         | Alé–Cipollini                      | + 0"       |
| 8.   | Susanne Andersen    | Norwegia          | Team Hitec Products                | + 0"       |
| 9.   | Leah Kirchmann      | Kanada            | Team Sunweb                        | + 0"       |
| 10.  | Alba Teruel Ribes   | Hiszpania         | Lointek Team                       | + 0"       |
|      |                     |                   |                                    |            |
| 87.  | Małgorzata Jasińska | Polska            | Cylance Pro Cycling                | + 1' 46"   |